# كنيدين باسيفك كانسس سيتي

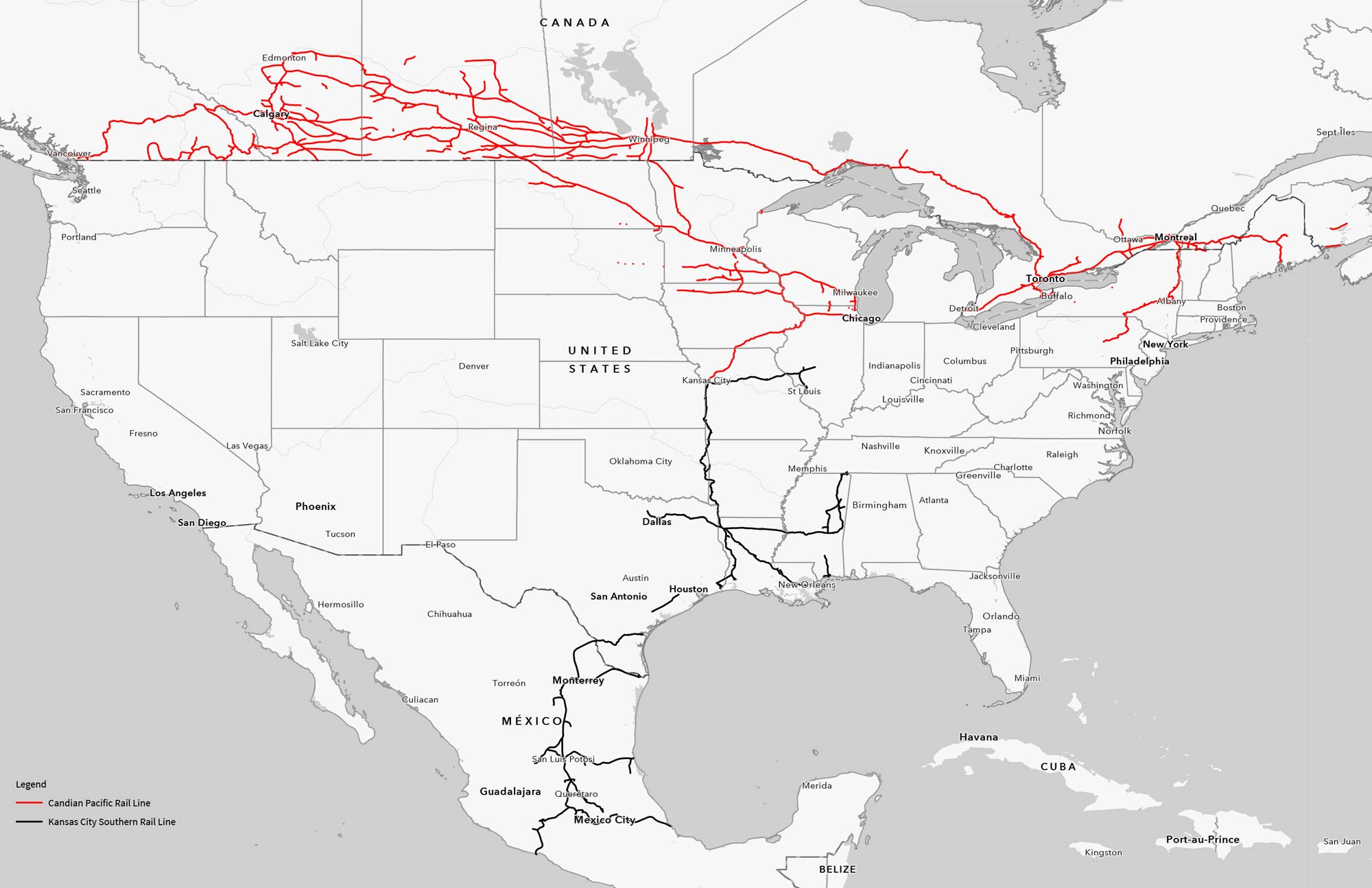

كنيدين باسيفك كانسس سيتي (Canadian Pacific Kansas City) (CPKC) شركة شحن بالسكك الحديدية من الدرجة الأولى (Class I) في أمريكا الشمالية وهي درجة أكبر ناقلات شحن السكك الحديدية في الولايات المتحدة. نشأت باندماج شركتي كنيدين باسيفك ريلوي (Canadian Pacific Railway) وكانسس سيتي ساوثرن (Kansas City Southern) في 14 أبريل 2023. أول سكة حديدية أحادية الخط والوحيدة حالياً ويربط بين كندا والمكسيك والولايات المتحدة، وتعمل على ما يقرب من 32000 كيلومتر (20000 ميل) من السكك الحديدية عبر البلدان الثلاثة. يقع المقر الرئيسي لشركة CPKC في كالجاري ويقودها كيث كريل كرئيس ومدير تنفيذي.
1. ↑   https://ised-isde.canada.ca/cc/lgcy/fdrlCrpDtls.html?corpId=3952169. {{استشهاد ويب}}: |url= بحاجة لعنوان (مساعدة) والوسيط |title= غير موجود أو فارغ (من ويكي بيانات) (مساعدة)